# 馬陸
馬陸（英語：Millipede），又稱千足虫、千腳虫、馬蠲、馬䗃、馬蚿、馬𧏿（音同“逐”），為倍足綱（学名：Diplopoda）節肢動物的通稱。馬陸為陸生節肢動物，通常生活在陰暗潮濕的地方，大多以枯枝落葉為食，有時會啃食植物幼苗，會留下葉脈，像吃剩的魚骨。大多數馬陸的活動速度都比蜈蚣慢。現時本綱已描述的物種有約8000種，估計只佔地球上所有倍足綱物種的十分之一。

## 外型構造

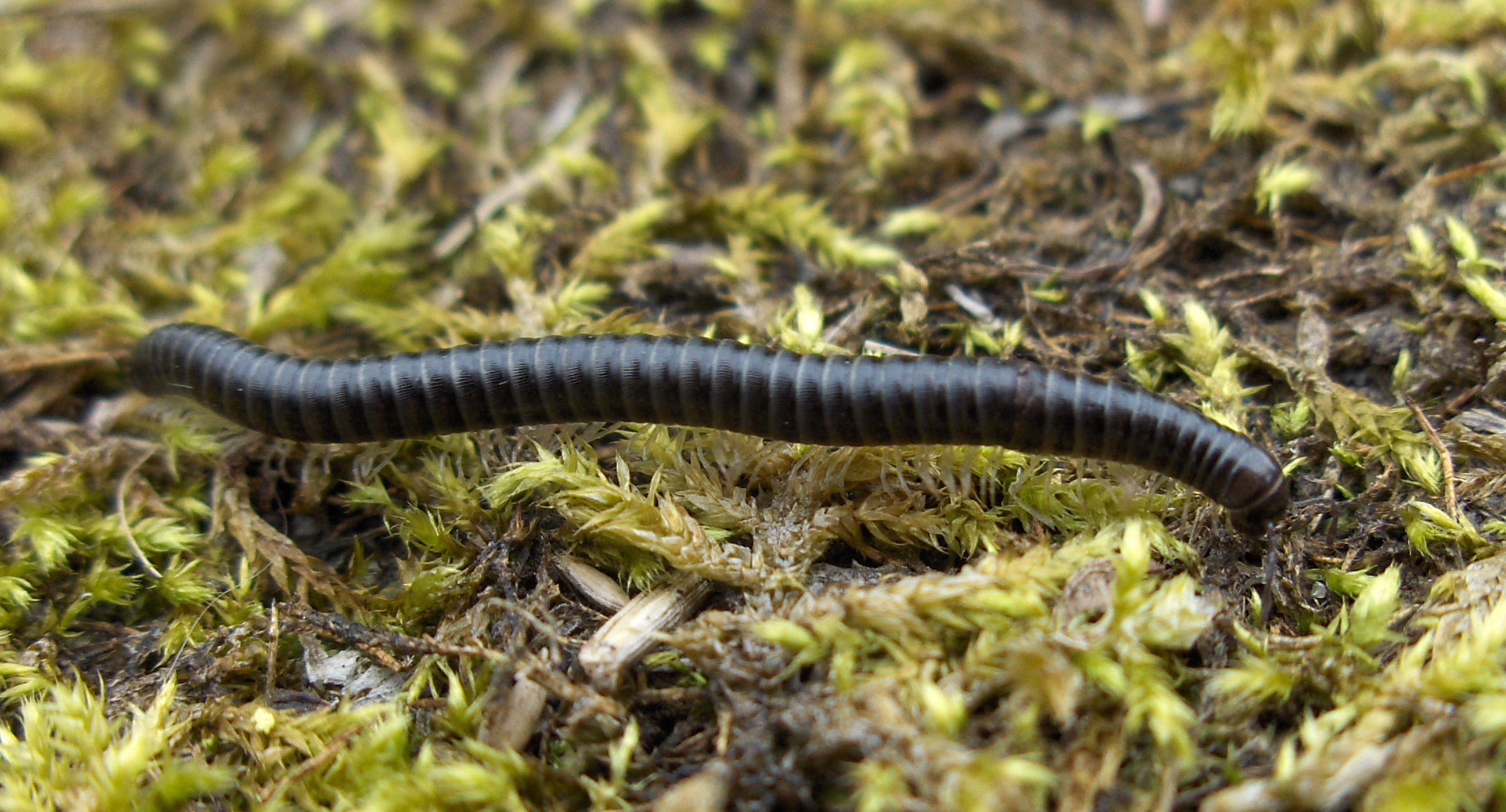
Tachypodoiulus niger

馬陸的頭部有一對触角，身體細長且分為多節，頭四節為頭胸部，餘下皆為腹部，除第一節及最後一節外，绝大部分體節各有兩對腳；雖然馬陸又稱為千足蟲，但一般物種大约有36隻到400隻脚不等，目前已知只有2021年發表的馬陸新種冥后真千足蟲（Eumillipes persephone）有超過1000隻腳。至於體型最大的馬陸物种是生活在东非的非洲巨马陆（Archispirostreptus gigas）。
除了真千足蟲外，其他以眾多的腳數目而聞名的馬陸有Illacme plenipes和Sibiriulus baigazanensis。在俄羅斯研究員米洛斯拉夫·薩赫涅維奇於西伯利亞的阿爾泰生物保護區首次發現Sibiriulus baigazanensis之前，Illacme plenipes是當時世界上腿最多的生物。Sibiriulus baigazanensis的身長幾公分到20公分不等，其中最多擁有超過700支腳。
馬陸遭遇危險時會分泌臭味物質，因此大多數鳥獸都不愛獵食，唯有狐獴喜好捕食牠們。马陆体液及其分泌物含有一种化學物質苯醌（1,4-苯醌、1,2-苯醌），可以發揮驱蚊作用（曾意外被發現於南美洲僧帽猴的行為）:4-11。有些馬陸在遇襲時會把自己蜷縮起來成為球狀，例如蟠形總目的馬陸等。

## 分類

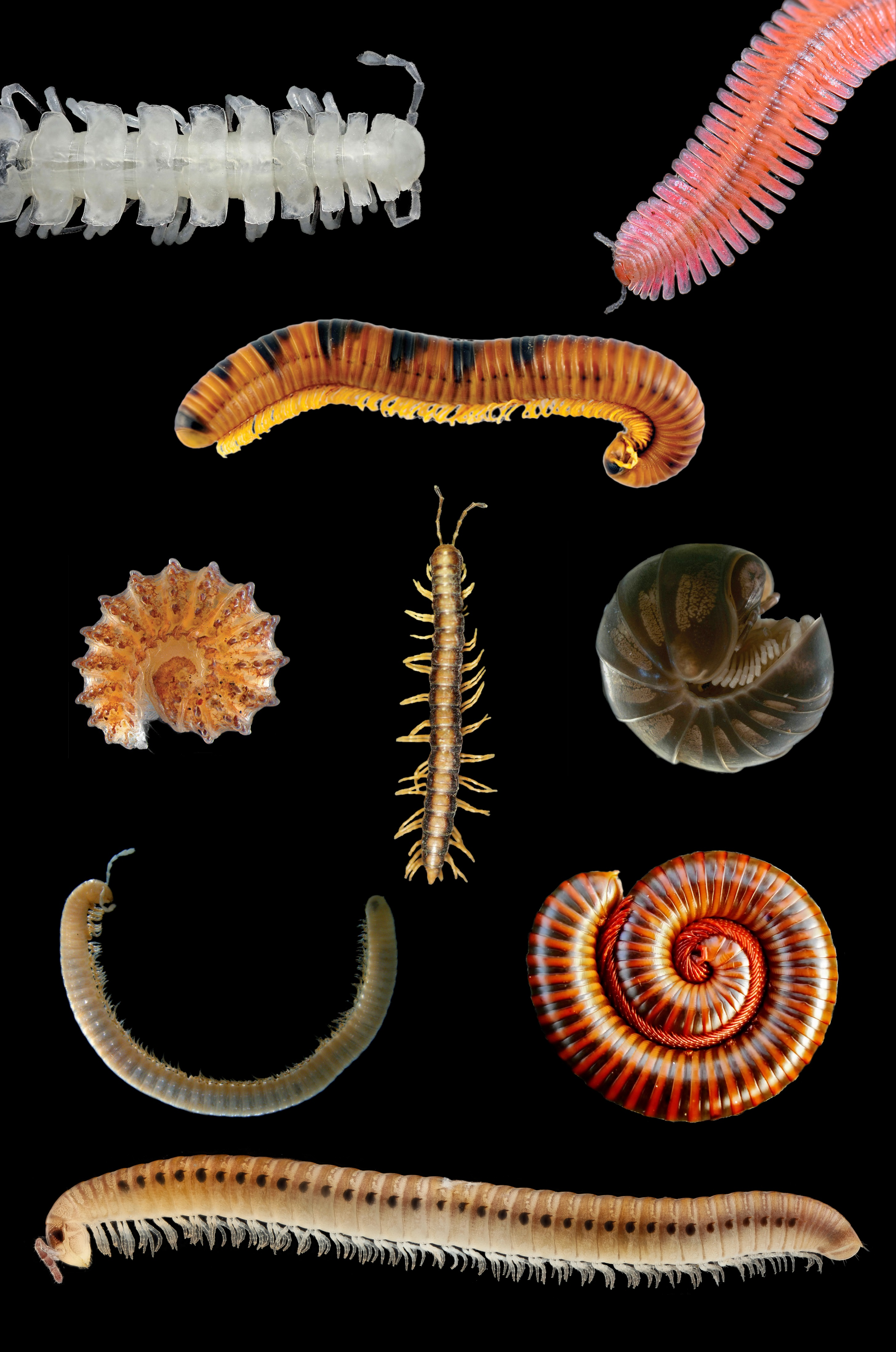
倍足綱之下的生物

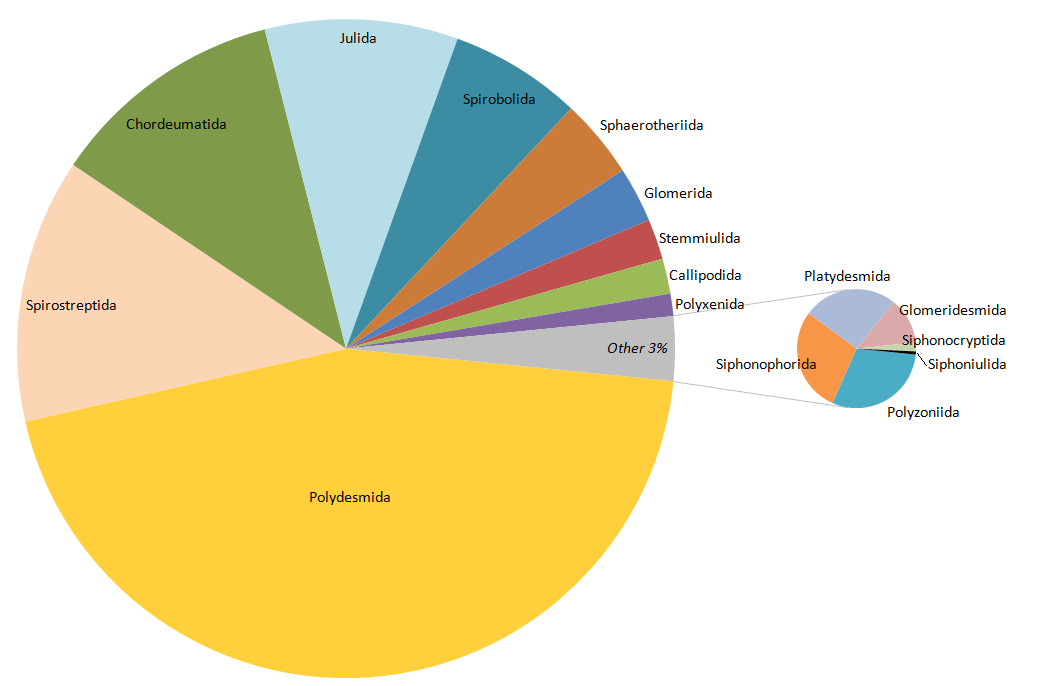
相關物種的的多樣性分布，囊括約3,500種的帶馬陸（Polydesmida）和 Siphoniulida目的2個物種

馬陸的生物學及分類學的科學研究被稱為「Diplopodology」：也就是倍足綱物種研究。現時有大約1.2萬個馬陸的物種已被描述，但估計現存在地球的馬陸物種恐達1.5到2.0萬種，有文獻甚至估計有8萬種。
根據2011年的分類，倍足綱的物種可大致分為三個亞綱，26個目（已滅絕分類群以劍號(†)標記）：
- 毛尾馬陸亞綱 Penicillata Latrielle, 1831 = 觸顎亞綱（Pselaphognatha）
  - 毛馬陸目 Polyxenida Verhoeff, 1934
- †節胸亞綱 Arthropleuridea (在某些文獻中會併入毛尾馬陸亞綱)[11]
  - †節胸目 Arthropleurida Waterlot, 1934
  - †始节胸目 Eoarthropleurida  Shear & Selden, 1995
  - †目 Microdecemplicida Wilson & Shear, 2000
- 唇顎亞綱 Chilognatha  Latrielle, 1802[12][13]
  - †目 Zosterogrammida Wilson, 2005 (地位未定)[11]
  - 五帶馬陸下綱 Pentazonia Brandt, 1833 
    - †目 Amynilyspedida Hoffman, 1969
    - 蚌形總目 Limacomorpha Pocock, 1894 
      - 扁形馬陸目 Glomeridesmida Cook, 1895 

    - 蟠形總目 Oniscomorpha Pocock, 1887 
      - 球馬陸目 Glomerida Brandt, 1833 
      - 蟠馬陸目 Sphaerotheriida Brandt, 1833

  - 蠕形馬陸下綱 Helminthomorpha Pocock, 1887
    - †原多足總目 Archipolypoda Scudder, 1882
      - † 原多足目 ArchidesmidaWilson & Anderson 2004
      - † Cowiedesmida目 Wilson & Anderson 2004
      - † Euphoberiida目 Hoffman, 1969
      - † Palaeosomatida目 Hannibal & Krzeminski, 2005

    - † Pleurojulida目 Schneider & Werneburg, 1998 (可能為畸顎馬陸類的姊妹分類群)[10]
    - 畸顎馬陸類 Colobognatha Brandt, 1834 
      - 平馬陸目 Platydesmida Cook, 1895
      - 多板馬陸目 Polyzoniida Cook, 1895 
      - Siphonocryptida目 Cook, 1895
      - 管馬陸目 Siphonophorida Newport, 1844

    - 真顎馬陸類 Eugnatha Attems, 1898
      - 馬陸總目 Juliformia Attems, 1926
        - 姬馬陸目 Julida Brandt, 1833
        - 山蛩目 Spirobolida Cook, 1895 = 圓馬陸目
        - 異蛩目 Spirostreptida Brandt, 1833[14]
        - †總科 Xyloiuloidea Cook, 1895 (Sometimes aligned with Spirobolida)[15]

      - 刺馬陸總目 Nematophora Verhoeff, 1913 
        - 美肢馬陸目 Callipodida Pocock, 1894
        - 泡馬陸目 Chordeumatida Pocock 1894
        - 斯特馬陸目 Stemmiulida Cook, 1895
        - Siphoniulida目 Cook, 1895

      - 總目 Merocheta Cook, 1895
        - 帶馬陸目 Polydesmida Pocock, 1887
- †屬 Eileticus (地位未定)

目前Siphoniulida目和多板馬陸目的分類地位尚未確立，已滅絕分類群的分類地位也是暫定的。

## 外部連結
- Milli-PEET: The Class Diplopoda （页面存档备份，存于） – The Field Museum, Chicago
- Millipedes of Australia
- Diplopoda: Guide to New Zealand Soil Invertebrates （页面存档备份，存于） – Massey University
- SysMyr, a myriapod taxonomy database （页面存档备份，存于）
- British Myriapod & Isopod Group （页面存档备份，存于）

## 延伸阅读
[在维基数据编辑]
 《欽定古今圖書集成·博物彙編·禽蟲典·馬陸部》，出自陈梦雷《古今圖書集成》